# Lenothrix canus
Genre
Espèce
Statut de conservation UICN

 LC  : Préoccupation mineure
Lenothrix canus est une espèce de rongeur localisée à Sulawesi. C'est la seule espèce du genre Lenothrix, appartenant à la sous-famille des Murinés.